# Уэйд Уилсон (киноперсонаж)
Уэ́йд Уи́нстон Уи́лсон (англ. Wade Winston Wilson), также известный под псевдонимом Дэдпу́л (англ. Deadpool), — персонаж из серии фильмов «Люди Икс» производства 20th Century Fox и медиафраншизы «Кинематографическая вселенная Marvel» (КВМ) производства Marvel Studios, основанный на одноимённом антигерое Marvel Comics, созданном Робом Лайфелдом и Фабианом Нисиезой. Его роль исполняет Райан Рейнольдс. Первоначальная итерация Уилсона в кино дебютировала в фильме «Люди Икс: Начало. Росомаха» (2009), роль которого исполнил Рейнольдс. Он был изображён как член «Команды Икс» полковника Уильяма Страйкера, превращённый в мутанта-убийцу, известного как Оружие XI. Впоследствии его побеждает Логан / Росомаха.
Новая, более точная версия персонажа, в исполнении Рейнольдса, стала главным героем своего одноимённого фильма «Дэдпул» (2016) и его продолжения (2018), действие которого происходит в пересмотренной линии времени серии фильмов. Эта версия Уилсона — бывший солдат канадского спецназа и неизлечимый больной раком, который добровольно участвует в эксперименте, который пробуждает его дремлющий Х-ген и даёт ему регенеративный исцеляющий фактор, чтобы подавлять его болезнь, ценой обезображивания всего его тела. Уэйд принимает прозвище «Дэдпул», убивает ответственного за его мутацию учёного и воссоединяется со своей невестой Ванессой Карлайл. В фильме «Дэдпул 2» (2018) Уилсон формирует отряд «Сила Икс», чтобы защитить юного мутанта и предотвратить его превращение в злодея в будущем. После приобретения 21st Century Fox компанией Disney в 2019 году стало известно, что Дэдпул будет интегрирован в медиафраншизу «Кинематографическая вселенная Marvel» (КВМ) с фильмом «Дэдпул и Росомаха» (2024).
Изображение Уэйда Уилсона / Дэдпула в «Людях Икс: Начало. Росомаха» было встречено негативной реакцией как от критиков фильма, так и от поклонников исходного материала, причём многие отмечали отсутствие точности между персонажем комиксов и его первоначальным воплощением в фильме. Это, в свою очередь, привело к тому, что Рейнольдс стал лоббировать более точную интерпретацию персонажа в будущих появлениях. Напротив, его характеризация в двух фильмах о Дэдпуле была встречена со значительно большим одобрением: критики и поклонники аплодировали игре Рейнольдса, комедийной подаче и сценарию как более адекватному тому, что ожидалось от персонажа, по сравнению с его версией из «Начала».

## Концепция, создание и характеризация

### Разработка

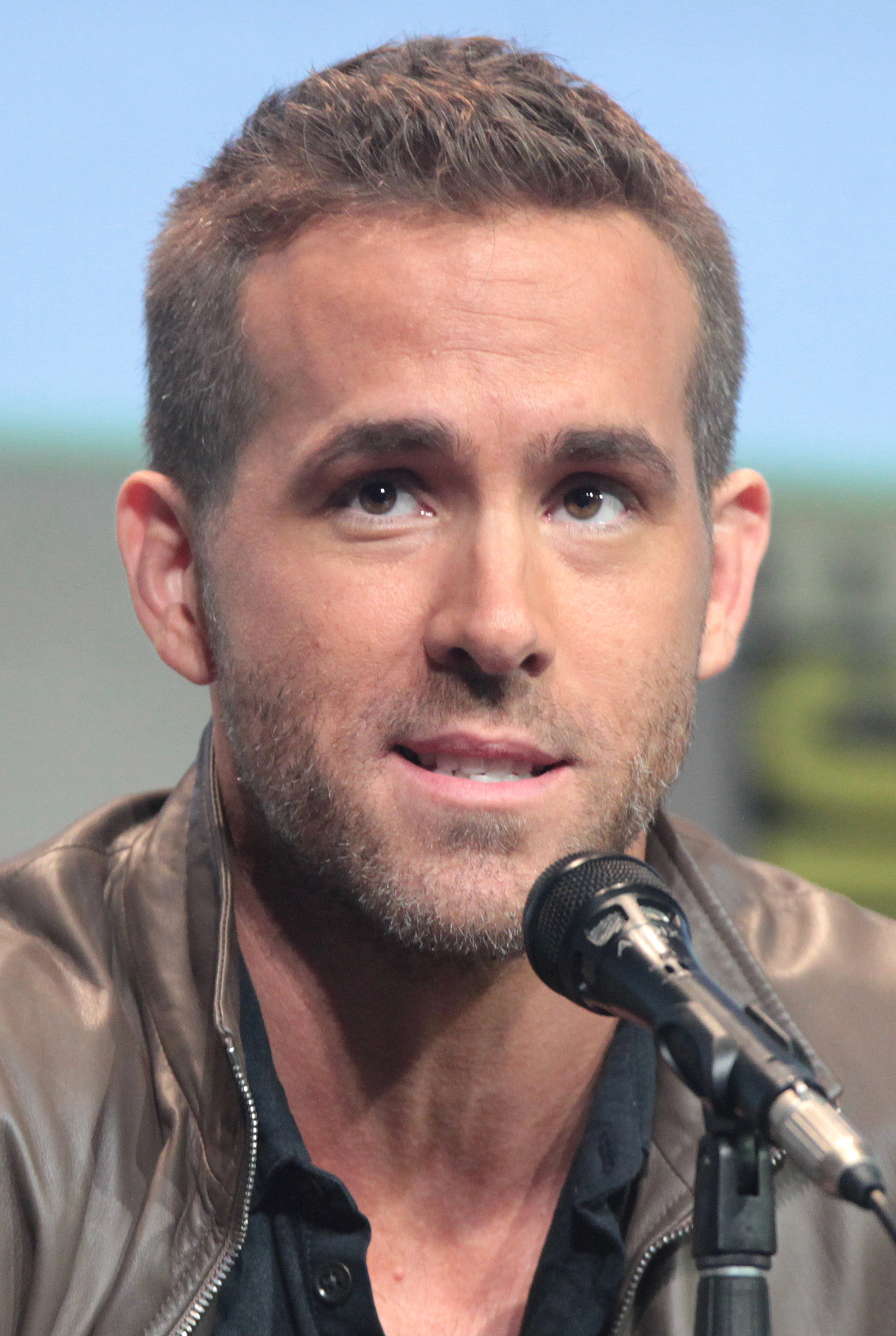
Канадско-американский актёр Райан Рейнольдс был привлечён к роли Дэдпула после того, как узнал, что в комиксах персонаж описывает свою внешность как «Райан Рейнольдс, скрещённый с шарпеем», позже лоббируя создание фильма с участием этого персонажа

В мае 2000 года Artisan Entertainment объявила о заключении соглашения с Marvel Entertainment о совместном производстве, финансировании и дистрибуции нескольких фильмов, основанных на персонажах Marvel Comics, включая Дэдпула, нового персонажа, появившегося в 1990-х годах. К февралю 2004 года сценарист и режиссёр Дэвид С. Гойер и Райан Рейнольдс работали над фильмом о Дэдпуле в New Line Cinema. Они вместе работали над фильмом Marvel «Блэйд: Троица». Рейнольдс заинтересовался ролью Дэдпула после того, как узнал, что в комиксах персонаж описывает свою внешность как «Райан Рейнольдс, скрещённый с шарпеем». Исполнительный директор New Line Джефф Кац, который считал Рейнольдса единственным актёром, подходящим на эту роль, поддержал эту идею. Однако у 20th Century Fox и их фильмов о Людях Икс возникли проблемы с правами, и проект не продвинулся вперёд.
К марту 2005 года Рейнольдс узнал, что Fox проявила интерес к фильму с участием Дэдпула. Персонаж должен был сыграть эпизодическую роль в фильме 2009 года «Люди Икс: Начало. Росомаха», в котором Рейнольдс получил эту роль. Его роль была расширена во время съёмок фильма. Кац в то время был исполнительным директором Fox и сказал, что Дэдпул был «прекрасно подготовлен для того, чтобы его по-своему исследовали» в будущем фильме. Изображение в фильме отличается от оригинального персонажа из комиксов, «наделив его несколькими сверхспособностями и зашив ему рот». Дэдпул, по-видимому, умирает в фильме, хотя сцена после титров, показывающая, что он всё ещё жив, была добавлена в фильм незадолго до его выхода. После успешного премьерного уик-энда «Росомахи» Fox официально приступила к разработке «Дэдпула», к которому Рейнольдс присоединился на главную роль и где также приняла участие продюсер «Людей Икс» Лорен Шулер Доннер. Спин-офф должен был проигнорировать версию Дэдпула из «Росомахи» и вернуться к корням персонажа с фарсовым тоном и «склонностью ломать четвёртую стену».
В Fox фильм сменил нескольких режиссёров, прежде чем Тим Миллер занял эту должность, а Ретт Риз и Пол Верник были наняты для написания сценария. Тем временем Рейнольдс сыграл главную роль в фильме «Зелёный Фонарь», который оказался неудачным как в критическом, так и финансовом плане. Из-за такого плохого приёма и того факта, что фильм, основанный на Дэдпуле, скорее всего, получил бы рейтинг R вместо PG-13, Fox засомневалась в проекте, даже после того, как Рейнольдс выпустил тестовые кадры с самим собой в роли персонажа. Однако отснятый материал в конечном итоге просочился в 2014 году под восторженные отзывы, что побудило Fox дать зелёный свет проекту. Рейнольдс полностью приписал тот факт, что Fox дала фильму зелёный свет, утечке материала. Он, Миллер и сценаристы ранее сами обсуждали утечку отснятого материала, и Рейнольдс сначала подумал, что это сделал Миллер. Он позже полагал, что утечка произошла от кого-то из Fox. В обмен на возможность снять фильм так, как они хотели, Fox выделила съёмочной группе гораздо меньший бюджет, чем они это типично делают для супергеройских фильмов.

### Характеризация
В обеих линиях времени Уэйд обладает очень саркастичным и отличным чувством юмора, что раздражает большинство его врагов. Он регулярно оскорбляет и принижает своих врагов до уровня своего собственного благочестия. Он не чувствует стыда и может пошутить над любой ситуацией, даже после нескольких месяцев бесконечных пыток он смог сохранить своё чувство юмора живым, несмотря на то, что оно было поколеблено из-за некоторого страха и шока от его последующей трансформации. Лишь немногие избранные люди могут противостоять его, казалось бы, бесконечной неспособности перестать говорить, поскольку его рот был зашит в кульминации «Людей Икс: Начало. Росомаха».
Его личность значительно более проработана в новой линии времени. Он любит мультфильмы, туалетный юмор, Скиболл, классическую музыку, телевизионные шоу, рэп и американскую поп-культуру. Его любимая группа — Wham! и Джордж Майкл, в частности, песня «Careless Whisper». Он остаётся очень продвинутым в мире кино, ссылаясь на «Матрицу», «Робокопа», «Чужого 3», «Йентл», «127 часов», «Кокон», «Звёздные войны», «Зелёный Фонарь» (в котором также снимается Райан Рейнольдс) и даже «Люди Икс: Дни минувшего будущего»; как и его вариант из комиксов, сам Уэйд осознаёт, что он является вымышленным персонажем в фильме и принижает это, разрушая четвёртую стену и обращаясь непосредственно к зрителям.
Несмотря на свою первоначальную незрелость, Уэйд — искренний, мягкий, добросердечный человек, и со временем стал очень нравственным и героическим человеком, вплоть до того, что пожертвовал собой, чтобы спасти мутанта Рассела Коллинза. Несмотря на то, что он наёмник, он согласился отпугнуть преследователя молодой девушки, не получив платы за свои неприятности, показав, что он может быть нежным. В вопросах любви он может быть удивительно чувствительным, будучи вынужденным бросить свою подругу Ванессу из-за неизлечимого рака, он посоветовал своему таксисту Допиндеру бороться за объект своей привязанности, Гиту. После смерти Ванессы у Уэйда развилась склонность к самоубийству, но его неспособность умереть усилила разложение его и без того надломленной психики, что усилило серьёзность и трагичность его характера, хотя его остроумие ещё больше преобладает. Он был доволен тем, что он может умереть от рака в Айсбоксе, пока не нашёл новую цель: защитить Рассела от Кейбла. Оказавшись на волосок от смерти эта черта исчезла, но он не смирился с кончиной Ванессы, поэтому Уэйд безответственно использует устройство Кейбла для путешествий во времени, чтобы спасти её.
Рейнольдс работал с давним тренером Доном Саладино, чтобы набрать форму для этой роли, набрав 7 фунтов мышечной массы. Саладино прокомментировал, что, хотя они стремились добиться эстетически приятного внешнего вида, они также хотели получить от Рейнольдса «реальную силу, а не поверхностную», поэтому они потратили много времени на работу над мобильностью Рейнольдса, прежде чем работать над реальной силой.

### Кинематографическая вселенная Marvel
После того, как в декабре 2017 года было объявлено о приобретении 21st Century Fox компанией The Walt Disney Company, которое было завершено в марте 2019 года, генеральный директор Disney Боб Айгер заявил, что Дэдпул будет интегрирован в Кинематографическую вселенную Marvel под управлением Disney и что компания будет готова снимать будущие фильмы о Дэдпуле с рейтингом R «до тех пор, пока мы даём зрителям знать, что будет дальше». Disney и Marvel Studios внимательно следили за версией фильма «Жил-был Дэдпул», чтобы понять, может ли она помочь им подойти к персонажу и интегрировать его в КВМ с рейтингом PG-13.
В октябре 2019 года Риз и Верник заявили, что у них есть сценарий в разработке, но они ждут одобрения от Marvel Studios, чтобы начать производство третьего фильма. Риз сказал: «[Дэдпул] будет жить во вселенной с рейтингом R, которую мы создали, и, надеюсь, нам также позволят немного поиграть в песочнице КВМ и включить его в неё». В декабре 2019 года Рейнольдс подтвердил, что в Marvel Studios разрабатывается третий фильм о Дэдпуле, что было подтверждено президентом Marvel Studios Кевином Файги в январе 2021 года, и Рейнольдс вернулся к своей роли. Фильм сохранит рейтинг R предыдущих фильмов, и его действие будет происходить в КВМ. Файги описал Уилсона как «совершенно другой тип персонажа» в КВМ. В марте 2022 года Шон Леви был объявлен режиссёром фильма после того, как ранее сотрудничал с Рейнольдсом в «Главном герое» (2021) и «Проекте „Адам“» (2022), в то время как было объявлено, что Ретт Риз и Пол Верник будут сотрудничать с сёстрами Молиньё над сценарием, вернувшись к своим обязанностям с первых двух фильмов о Дэдпуле. Затем Леви заявил, что съёмки, как ожидается, начнутся не раньше 2022 года. Рейнольдс также планирует продюсировать фильм вместе с Кевином Файги через свою продюсерскую компанию Maximum Effort.
В мае 2022 года сценарист Майкл Уолдрон подтвердил в интервью, что в Marvel велись дискуссии относительно появления Дэдпула в эпизодической роли в фильме «Доктор Стрэндж: В мультивселенной безумия» (2022), поскольку он сам чувствовал, что «было бы безумием не поднимать этот вопрос» после включения в фильм других элементов, связанных с Людьми Икс, такие как Дикая Земля и персонаж профессор Чарльз Ксавьер (в исполнении вернувшегося актёра «Людей Икс» Патрика Стюарта). Тем не менее, Уолдрон в конечном счёте почувствовал, что фильм не был подходящим местом для показа этого персонажа. В эпизоде «Marvel Studios: Общий сбор», посвящённом созданию «Мультивселенной безумия», также был показан концепт-арт, изображающий «измерение Дэдпула», городской пейзаж альтернативного мира с множеством рекламных щитов, украшенных плакатами на тему Дэдпула и рисунками комиксов.

## Появления
- Первое появление Уилсона на экране в оригинальной линии времени было в фильме «Люди Икс: Начало. Росомаха» (2009). Этот вариант персонажа — высококвалифицированный, остроумный и аморальный наёмник. Предполагалось, что он был убит Виктором Кридом, но позже выяснилось, что майор Страйкер превратил его в убийцу-мутанта «Оружие XI», который обладал способностями других мутантов. Его бывшие товарищи по команде Логан и Крид сражаются с Оружием XI и умудряются победить и, по-видимому, убить его.
- В «Дэдпуле» (2016) действие происходит в обновлённой линии времени, созданной Людьми Икс. В этом фильме эта версия представляет собой наёмника, у которого диагностирован рак на поздней стадии, и он обращается к Оружию X после того, как ему предлагают лекарство. Один из учёных, Фрэнсис «Аякс», пытает Уилсона, чтобы ускорить лечение, что в конечном итоге приводит к активации регрессивных мутантных генов, вызывающих уродство и исцеляющий фактор у Уилсона. В ответ Уилсон развивает вендетту против Аякса и проходит путь, чтобы заставить его исправить своё уродство, прежде чем в конечном итоге убить его, узнав, что это невозможно.
- В короткометражке «Никаких добрых дел» (2017) Уилсон натыкается на старика, которого грабят в переулке, и спешит переодеться в свой костюм Дэдпула, прежде чем помочь мужчине. Пока Уилсон пытается одеться, в мужчину стреляют. Уилсон появляется в своём костюме и обнаруживает, что мужчина мёртв, а грабитель давно сбежал.
- В «Дэдпуле 2» (2018), после смерти своей подруги Ванессы, Уилсону приходится защищать охваченного гневом мальчика по имени Рассел Коллинз от путешествующего во времени мутанта Кейбла.
- В «Дэдпул и Корг реагируют» (2021), рекламном короткометражном фильме, действие которого происходит в Кинематографической вселенной Marvel (КВМ), Уилсон приглашает Корга снять видео с реакцией на трейлер к фильму «Главный герой». Тайка Вайтити озвучивает Корга в короткометражке, повторяя свою роль из фильмов КВМ «Тор: Рагнарёк» (2017), «Мстители: Финал» (2019) и «Тор: Любовь и гром» (2022).
- В настоящее время активно разрабатывается третий фильм о Дэдпуле, действие которого разворачивается в КВМ, продюсером фильма является Marvel Studios, а Райан Рейнольдс подтвердил, что он вновь исполнит свою роль. Рейнольдс будет сопродюсером фильма вместе с президентом Marvel Studios Кевином Файги через свою продюсерскую компанию Maximum Effort.

## Биография персонажа

### Оригинальная линия времени

#### Команда Икс
В оригинальной линии Уэйд Уилсон родился в 1940-х годах и был солдатом и наёмником с улучшенными человеческими рефлексами и ловкостью из-за того, что он был мутантом. Во время войны во Вьетнаме Уилсон был членом секретной оперативной группы под названием Команда Икс под командованием Уильяма Страйкера. В команду также входят Джеймс «Логан» Хоулетт, Виктор Крид, Фредерик Дьюкс, Джон Рэйт, Крис Брэдли и Агент Зеро. Во время одной миссии, пытаясь найти минерал, используемый для создания адамантия, Страйкер приказывает команде уничтожить целую деревню. Логан останавливает это и покидает группу. После его ухода другие члены команды начинают сомневаться в морали команды и начинают уходить, включая Уилсона, и только Крид и Агент Зеро остались верными Страйкеру.

#### Промывание мозгов Страйкером
Шесть лет спустя Уилсон был схвачен и доставлен на базу Страйкера на Три-Майл-Айленд, где над ним проводят эксперименты в рамках проекта Оружие XI. Он был убит Кридом, и его тело было использовано в качестве катализатора для проекта Оружие XI. С помощью Крида Страйкер собирает ДНК нескольких мутантов (включая Рейта, Брэдли, Скотта Саммерса и Логана), чьи способности можно использовать коллективно в одном теле, не разрушая его. Страйкер также дал Уилсону адамантиевый скелет, такой же, как у Логана. Страйкер называет его «убийцей-мутантом», известным как «Дэдпул». После освобождения других мутантов, захваченных Страйкером и Кридом на Три-Майл-Айленде, Логана останавливает теперь активированное Оружие XI. Логан противостоит Оружию XI в одиночку, давая мутантам время сбежать, и в конце концов Логан взбирается на градирню на заводе Страйкера, Оружие XI следует за ним в одно мгновение, используя способность Рейта к телепортации. Логан вот-вот будет обезглавлен Оружием XI (под командованием Страйкера), Крид позже присоединяется, чтобы помочь Логану, Оружие XI обезглавлено и, по-видимому, побеждено Логаном. Однако Уилсон переживает обезглавливание.

### Обновлённая линия времени

#### Ранняя жизнь
В новой линии времени, созданной благодаря отмене войны между Стражами, людьми и мутантами, Уэйд Уилсон родился в Реджайне, Саскачеван, Канада, в 1975 году. Теперь он бывший солдат спецназа, которого с позором уволили, а ныне наёмник, работающий в Школе сестры Маргарет для своенравных девочек, где он знакомится и в конце концов делает предложение мошеннице Ванессе Карлайл.

#### Становление Дэдпулом
Вскоре после помолвки с Ванессой у Уилсона диагностируют рак на поздней стадии. К нему обращается представитель неизвестной организации, который предлагает ему лекарство в дополнение к способностям, о которых «большинство людей только мечтают». Хотя поначалу он отказался, он в конце концов вернулся, чтобы принять это предложение. Однако не всё было так, как казалось, поскольку вскоре он понял, что на самом деле они пытались создать армию суперсильных личностей под своим контролём. Уилсон подвергся многочисленным пыткам от рук Аякса и Ангельской пыли, хотя он никогда не теряет своего чувства юмора. В конце концов, Аяксу удаётся активировать дремлющие мутантные гены Уилсона, что позволяет ему исцеляться и восстанавливаться после любой раны. Единственная проблема, однако, заключается в том, что это также ужасно деформирует весь его внешний слой кожи. Уэйд попытался сбежать и в процессе уничтожил объект, но в конечном итоге проиграл Аяксу в бою. Уилсон считается мёртвым, но выживает благодаря своим новообретённым способностям.
Боясь встретиться с Ванессой в своём нынешнем обличье, Уилсон берёт прозвище «Дэдпул», вспомнив, как его лучший друг Хорёк поспорил в групповом «бассейне смерти», что он умрёт, и начинает охоту на Аякса, чтобы заставить его исправить его. В конце концов он выслеживает его, хотя его попытка убить его была прервана членами Людей Икс Колоссом и Сверхзвуковой Боеголовкой. Двое пытаются задержать Уилсона, однако ему удаётся сбежать, отрезав себе руку. Вскоре после этого Аякс нападает на Ванессу и похищает её, чтобы отомстить Уэйду, надеясь выманить его и убить навсегда. Узнав об этом, Дэдпул связывается с Колоссом и Сверхзвуковой Боеголовкой, чтобы они помогли ему. Все трое противостоят Аяксу и его людям, где Дэдпулу удаётся спасти Ванессу и в конечном итоге убить Аякса, к большому разочарованию Колосса. Несмотря на его внешность, Ванесса всё ещё принимает Уэйда, и они обнимаются.

#### Противостояние с Кейблом
Два года спустя Уилсон продолжает работать успешным наёмником по найму, расправляясь с самыми презренными и неприкасаемыми преступниками. В день годовщины его отношений с Ванессой Уилсону поручают убить гангстера Сергея Валышникова. Однако, когда Дэдпул нападает на его базу, Валышников прячется в комнате страха. Поскольку ожидание выхода Сергея заняло бы слишком много времени, Уэйд решает отпустить его на некоторое время, чтобы провести время с Ванессой. К сожалению, Валышников и его люди решают отомстить Дэдпулу и нападают на него в его квартире, непреднамеренно убивая Ванессу, после чего Дэдпул завершает заказное убийство в мщении. В течение следующих шести месяцев Уилсон пытается покончить с собой, взрывая себя. Однако это в конечном счёте терпит неудачу из-за его исцеляющего фактора, и его части остаются живыми, после чего его находит и собирает Колосс.
Колоссу удаётся убедить Уэйда присоединиться к Людям Икс в качестве формы физического и психического исцеления после смерти Ванессы. Он становится стажёром и сопровождает Колосса и Сверхзвуковую Боеголовку в противостоянии между властями и неуравновешенным молодым мутантом по имени Рассел Коллинз. После попытки успокоить Рассела и предотвратить дальнейший ущерб, Уэйд понимает, что приют, в котором живёт Рассел, названный «центром перевоспитания» мутантов, издевался над ним, и впоследствии Уэйд убивает одного из сотрудников, что приводит к аресту его и Рассела. Их помещают в Айсбокс, и их способности ограничиваются специальными ошейниками. Тем временем кибернетический солдат из будущего, Кейбл, прибывает в 2018 год, чтобы убить Рассела, прежде чем он сможет убить свою первую жертву, поскольку семья Кейбла убита будущей версией Рассела. Проникновение Кейбла в Айсбокс позволяет Уилсону и Расселу сбежать из камеры, и когда Кейбл приходит, чтобы убить Рассела, ошейник Уилсона сломан в рукопашной схватке. Восстановив свои силы, он пытается защитить Рассела, но его избивает Кейбл, который забирает у него жетон Скиболл Ванессы. Кейбл чуть не забивает Уэйда до смерти, и Уэйд переживает видение Ванессы в загробной жизни, где она убеждает его пойти за Расселом и спасти его.

#### Формирование Силы Икс и союз с Кейблом
Уилсон возвращается к жизни и формирует собственную команду супергероев под названием Сила Икс. Они пытаются напасть на конвой, перевозящий Рассела и нескольких других заключённых Айсбокса, прыгнув с парашютом с самолёта, но единственными выжившими из команды оказываются Уилсон и Домино, мутантка, чьи способности зависят от удачи. Они оба нападают на конвой в одиночку, обнаружив Кейбла уже на месте происшествия. Пока Домино водит грузовик, а Кейбл сражается с Уилсоном, Рассел освобождает товарища по заключению Джаггернаута, который соглашается помочь Расселу убить своего жестокого бывшего директора. Прежде чем сбежать, Джаггернаут уничтожает конвой и разрывает Уэйда пополам, позволяя им двоим беспрепятственно сбежать.
Кейбл неохотно соглашается работать с поправляющимся Уилсоном и Домино, чтобы предотвратить первое убийство Рассела. Команда изначально проигрывает Джаггернауту, в то время как Рассел терроризирует своего директора, пока Колосс, Сверхзвуковая Боеголовка и её подруга Юкио не прибывают и не помогают удержать его. Уилсон пытается отговорить Рассела, даже надевая ошейник-ингибитор, чтобы свести на нет его способности в знак доброй воли. Однако в конечном счёте это терпит неудачу, и Кейбл стреляет в мальчика. Уилсон прыгает перед пулей и получает смертельное ранение, так как ошейник сводит на нет его исцеляющий фактор. Чувствуя, что пришло его время, он отказывается позволить кому-либо снять ошейник, решив воссоединиться с Ванессой в загробной жизни. Рассел вдохновлён самопожертвованием Уилсона и решает не убивать директора школы, предотвращая гибель семьи Кейбла в будущем. Кейбл решает использовать свой последний заряд для путешествия во времени, чтобы вернуться назад и спрятать жетон Ванессы в форме Дэдпула, в том месте, где он получит ранение. Уэйд по-прежнему принимает пулю за Рассела, но на этот раз его останавливает жетон Skee-Ball, и Уэйд выживает. Несмотря на это, Рассел всё ещё вдохновлён жертвой Уэйда и не убивает директора. Однако, когда группа покидает место происшествия, прибывает друг Уэйда, таксист Допиндер, и наезжает на убегающего директора, всё равно убивая его.

#### Создание альтернативных линий времени
Сверхзвуковой Боеголовке и Юкио удаётся починить устройство Кейбла для перемещения во времени, и Уэйд использует его, чтобы внести несколько изменений в линии времени. Сначала он возвращается и спасает Ванессу и бывшего члена Силы Икс Питера, у которого нет видимых способностей. Затем он посещает оригинальную линию времени и убивает Уэйда Уилсона / Оружие XI из этой вселенной, выстрелив ему в голову, сбивая с толку Росомаху из этой линии времени. После этого он делает остановку в альтернативной линии, стреляя Райану Рейнольдсу в затылок, когда тот читает сценарий фильма «Зелёный Фонарь» (2011), прежде чем войти в отдельный момент истории, чтобы разобраться с новорождённым Адольфом Гитлером и предотвратить его поворот к диктатуре.

## В других медиа

### Телевидение
- Аудиозапись выступления Рейнольдса в «Дэдпуле» (2016) была использована в тестовых кадрах для отменённого мультсериала «Дэдпул», разрабатываемого Дональдом Гловером и Стивеном Гловером для телеканала FXX[28][29].
- Райан Рейнольдс появился в образе персонажа в качестве гостя на «Позднем шоу со Стивеном Кольбером» для рекламы «Дэдпула 2», повторив свою роль в вступительном монологе эпизода, вышедшего в эфир 16 мая 2018 года[30].

### Веб-сериал
- Рейнольдс повторил свою роль Уэйда Уилсона / Дэдпула, став одним из рассказчиков Honest Trailers к фильмам «Дэдпул»[31], «Логан», который стал 200-м видео сериала[32], и «Дэдпул 2»[33].

### Видеоклип
- К фильму «Дэдпул 2» (2018) состоялся выход клипа на песню Селин Дион Ashes с участием Дэдпула в исполнении Рейнольдса, которое сразу же стало вирусным[34][35]. По словам Дэвида Литча, который режиссировал как фильм, так и музыкальное видео, эта песня является частью сюжета и темы фильма[36].

### Видеоигры
- Уэйд Уилсон / Оружие XI появляется в игре X-Men Origins: Wolverine, где озвучивает Стивен Блум.
- Рейнольдс повторил свою роль Уэйда Уилсона / Дэдпула в мобильной игре Marvel Strike Force для iOS и Android[37].

## Реакция
Первоначальное изображение Рейнольдсом Уэйда Уилсона / Дэдпула / Оружия XI в «Людях Икс: Начало. Росомаха» получило значительную негативную реакцию от критиков и фанатов. Многие отмечали отсутствие связи между изображением персонажа в фильме и его традиционной версией из комиксов. Скотт Мендельсон, в своём предварительном обзоре для «Huffington Post», подверг резкой критике изображение Дэдпула в фильме и последующее превращение в Оружие XI среди других персонажей, показанных в фильме из комиксов про Людей Икс, подтвердив, что «Кульминация, по причинам, которые я не буду раскрывать, приведёт в ярость поклонников [Дэдпула] (для сравнения, представьте, что в конце „Человека-паука 3“ Эдди Брок превратился в Стервятника)». В своём ретроспективном обзоре на фильм Рэйчел Эдидин из WIRED описала взгляд фильма на персонажа как «Дэдпула с зашитым ртом, что в корне упускает суть Болтливого наёмника», в то время как Мэтт Голдберг из Collider счёл кодовое название Уилсона «Оружие XI» «подходящим символом для фильма, потому что это куча мутантных способностей, вложенных в чучело».
В противопоставлении, изображение Рейнольдсом заглавного персонажа в двух отдельных фильмах о Дэдпуле было высоко оценено критиками. В статье для «The Guardian» Питер Брэдшоу назвал «Дэдпул» (2016) «самым смешным фильмом Райана Рейнольдса со времён „Короля вечеринок“», отметив при этом, что «Райан Рейнольдс развивает нечто самоуничижительное и знающее в своей красоте, Клуниподобную глупость, которая работает с комедией здесь». Манола Даргис из «The New York Times» похвалила последующее искупление Рейнольдса как персонажа, подчеркнув первый фильм о Дэдпуле как доказательство того, что «режиссёр Тим Миллер и мистер Рейнольдс может сделать больше, чем просто повторять одни и те же напыщенные ноты снова и снова», назвав его выступление «реабилитацией карьеры (или покаянием) за „Зелёного Фонаря“, неудачу 2011 года, в которой он снялся для DC Comics». В своей рецензии для «Variety» Джастин Чанг прокомментировал способность фильма использовать «чувство юмора» Рейнольдса, продолжая восклицать, что «благодаря чёткому выбору времени, смаку и задору (и помощи от умелого монтажа Джулиана Кларка) Рейнольдс придаёт всему этому самоссылающейся туалетной болтовне безумный комический импульс».

## Награды
Рейнольдс получил множество номинаций и наград за роль Уэйда Уилсона.
| Год  | Фильм                        | Награда                                | Категория | Результат | Прим.  |
| ---- | ---------------------------- | -------------------------------------- | --- | --------- | ------ |
| 2009 | «Люди Икс: Начало. Росомаха» | MTV Movie Awards                       | Лучший бой (вместе с Хью Джекманом и Левом Шрайбером)                                                               | Номинация | [ 44 ] |
| 2010 | «Люди Икс: Начало. Росомаха» | People’s Choice Awards                 | Любимая экранная команда (вместе с Дэниелом Хенни, Домиником Монаганом, Хью Джекманом, Левом Шрайбером и will.i.am) | Номинация | [ 45 ] |
| 2016 | «Дэдпул»                     | Выбор критиков                         | Лучший актёр в боевике                                                                                              | Номинация | [ 46 ] |
| 2016 | «Дэдпул»                     | Выбор критиков                         | Лучший актёр в комедии                                                                                              | Победа    | [ 46 ] |
| 2016 | «Дэдпул»                     | MTV Movie Awards                       | Лучшая мужская роль                                                                                                 | Номинация | [ 47 ] |
| 2016 | «Дэдпул»                     | MTV Movie Awards                       | Лучший актёр в боевике                                                                                              | Номинация | [ 47 ] |
| 2016 | «Дэдпул»                     | MTV Movie Awards                       | Лучший поцелуй (вместе с Мореной Баккарин)                                                                          | Номинация | [ 47 ] |
| 2016 | «Дэдпул»                     | MTV Movie Awards                       | Лучшая комедийная роль                                                                                              | Победа    | [ 47 ] |
| 2016 | «Дэдпул»                     | MTV Movie Awards                       | Лучший бой (вместе с Эдом Скрейном)                                                                                 | Победа    | [ 47 ] |
| 2016 | «Дэдпул»                     | Премия Общества кинокритиков Сан-Диего | Лучшая комедийная роль                                                                                              | Номинация | [ 48 ] |
| 2016 | «Дэдпул»                     | Teen Choice Awards                     | Choice Movie: Актёр экшна                                                                                           | Номинация | [ 49 ] |
| 2016 | «Дэдпул»                     | Teen Choice Awards                     | Choice Movie: Hissy Fit                                                                                             | Победа    | [ 49 ] |
| 2017 | «Дэдпул»                     | «Золотой глобус»                       | Лучший актёр — комедия или мюзикл                                                                                   | Номинация | [ 50 ] |
| 2017 | «Дэдпул»                     | People’s Choice Awards                 | Любимый киноактёр                                                                                                   | Победа    | [ 51 ] |
| 2017 | «Дэдпул»                     | People’s Choice Awards                 | Любимая экшн-кинозвезда                                                                                             | Номинация | [ 51 ] |
| 2017 | «Дэдпул»                     | «Сатурн»                               | Лучший актёр | Победа    | [ 52 ] |
| 2018 | «Дэдпул 2»                   | Teen Choice Awards                     | Choice Summer: Актёр                                                                                                | Номинация | [ 53 ] |
| 2018 | «Дэдпул 2»                   | People’s Choice Awards                 | Любимая экшн-кинозвезда                                                                                             | Номинация | [ 54 ] |
| 2018 | «Дэдпул 2»                   | Общество кинокритиков Сан-Диего        | Лучшая комедийная роль                                                                                              | Номинация | [ 55 ] |
| 2019 | «Дэдпул 2»                   | Выбор критиков                         | Лучший актёр в комедии                                                                                              | Номинация | [ 56 ] |
| 2019 | «Дэдпул 2»                   | Prix Aurora Awards                     | Лучшее визуальное представление                                                                                     | Победа    | [ 57 ] |

## Комментарии
1. 1 2 3 4 5 6 7 8 9  В фильме «Люди Икс: Начало. Росомаха» (2009), действие которого происходит в оригинальной линии времени серии фильмов «Люди Икс».
2. ↑  Текущая версия, игнорирующая сюжет фильма «Люди Икс: Начало. Росомаха»

1. ↑  Как показано в фильме «Люди Икс: Дни минувшего будущего» (2014)